# Roselyn Sánchez
Roselyn Sánchez Rodríguez (San Juan, 2 de abril de 1973) es una actriz, cantante y modelo puertorriqueña principalmente conocida por haber interpretado a Elena Delgado en la serie Without a Trace y a Carmen Luna en Devious Maids.
Roselyn Sánchez debutó como cantante con el álbum Boriqueña que tuvo la participación del salsero Víctor Manuelle. Este fue su único álbum.
Sus películas más populares son: Papá por sorpresa (donde compartió créditos con Dwayne Johnson), Chapi Papi, Boat Trip y Rush Hour 2 (junto a Chris Tucker y Jackie Chan). Aparte de en Hollywood, Roselyn ha realizado películas de producción portorriqueña, como: Yellow y Cayo.
Sus trabajos como productora y guionista, incluyen Yellow y 1 episodio de Without a Trace. En 2008 ganó un Alma Award por su interpretación en Without a Trace.

## Biografía
Roselyn Sánchez nació en San Juan, Puerto Rico, la más joven de cuatro hermanos. Recibió su educación primaria en San Juan. Desde muy joven mostró interés por el baile y la interpretación, y organizaba espectáculos para su familia. Sánchez se inscribió en la Universidad de Puerto Rico, donde al igual que su padre y sus hermanos siguió estudios de marketing. Sin embargo, esta no era su vocación y después de tres años dejó el curso. En 1991, a la edad de 18 años, Sánchez se trasladó a la ciudad de Nueva York, donde tomó clases de baile, interpretación y canto. Regresó a Puerto Rico, y en 1992 hizo su debut en el cine, con un pequeño papel como una chica isleña en la película Captain Ron, que se rodó en parte en Puerto Rico, protagonizada por Martin Short y Kurt Russell.

## Carrera
En Puerto Rico, Sánchez ganó la atención pública como bailarina y como copresentadora de un programa de variedades llamado Qué Vacilón. Por aquel entonces, en 1993, Sánchez ganó el concurso Miss Puerto Rico Petite, y en 1994 ganó el título internacional Miss American Petite, con lo que aumentó su fama internacional. Sánchez ha sido incluida en numerosas listas anuales de hermosas mujeres, incluyendo la revista Maxim 's"Hot 100", en 2001, 2002 y 2006; "Top 99 Mujeres Más Deseadas" de AskMen.com en 2005 y 2006; y FHM 's "Mujeres 100 sexys" en 2005 y 2006.
En 1995, fue protagonista del videoclip de la canción Nadie como ella interpretado por Marc Anthony.

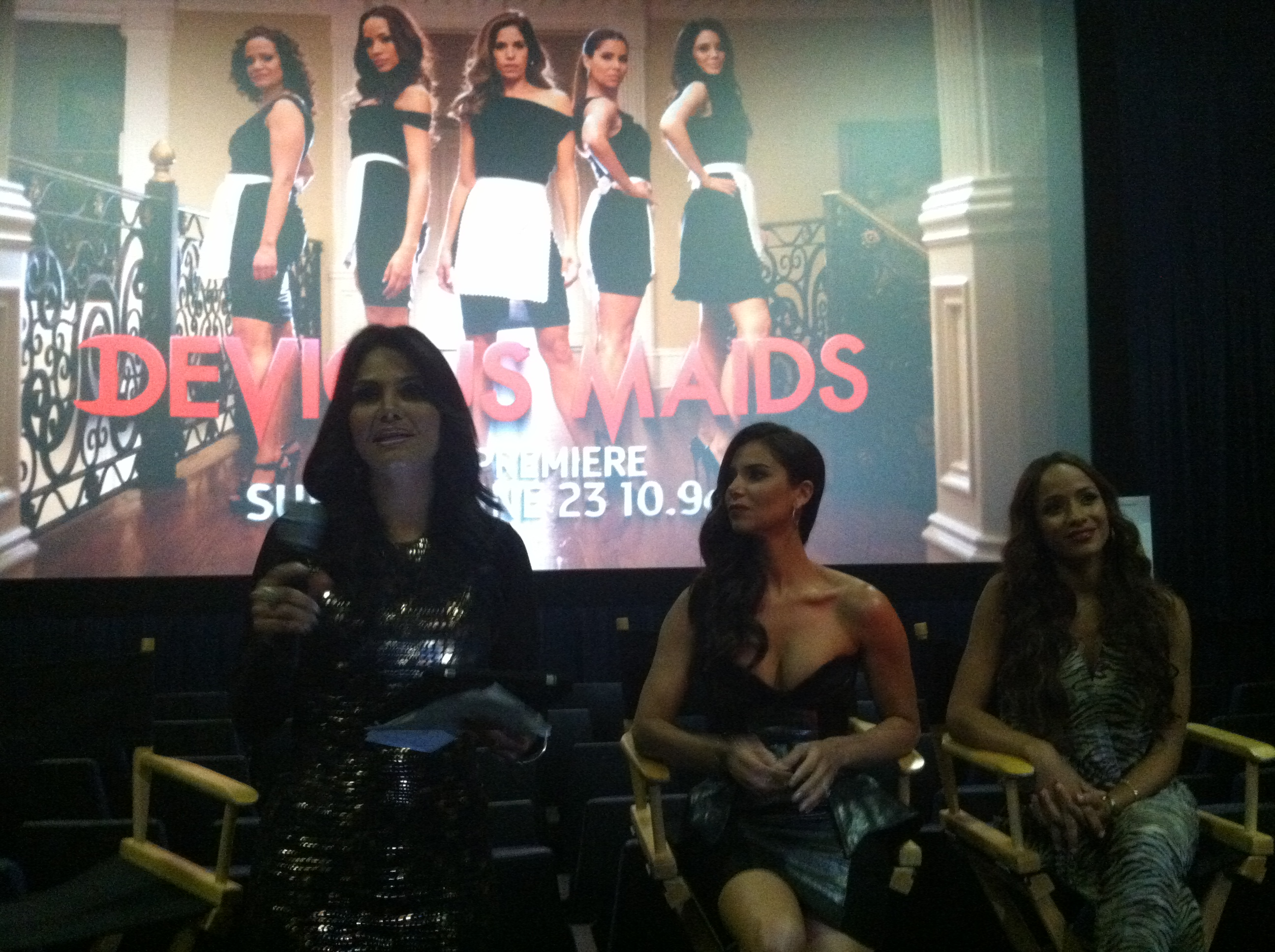
Roselyn Sánchez junto al elenco de Devious Maids.

En 2001, Sánchez interpretó el papel de Isabel Molina, una agente encubierta del Servicio Secreto de los Estados Unidos en la que estaba interesado y enamorado Jackie Chan en la película Rush Hour 2. En 2003, interpretó el papel de Lorena en la película Chasing Papi, junto a Jaci Velásquez y Sofía Vergara. Sánchez ha actuado en una veintena de películas, incluso como María en Edison y como Karen López en Underclassman. Protagonizó la película puertorriqueña Cayo, estrenada en 2005.

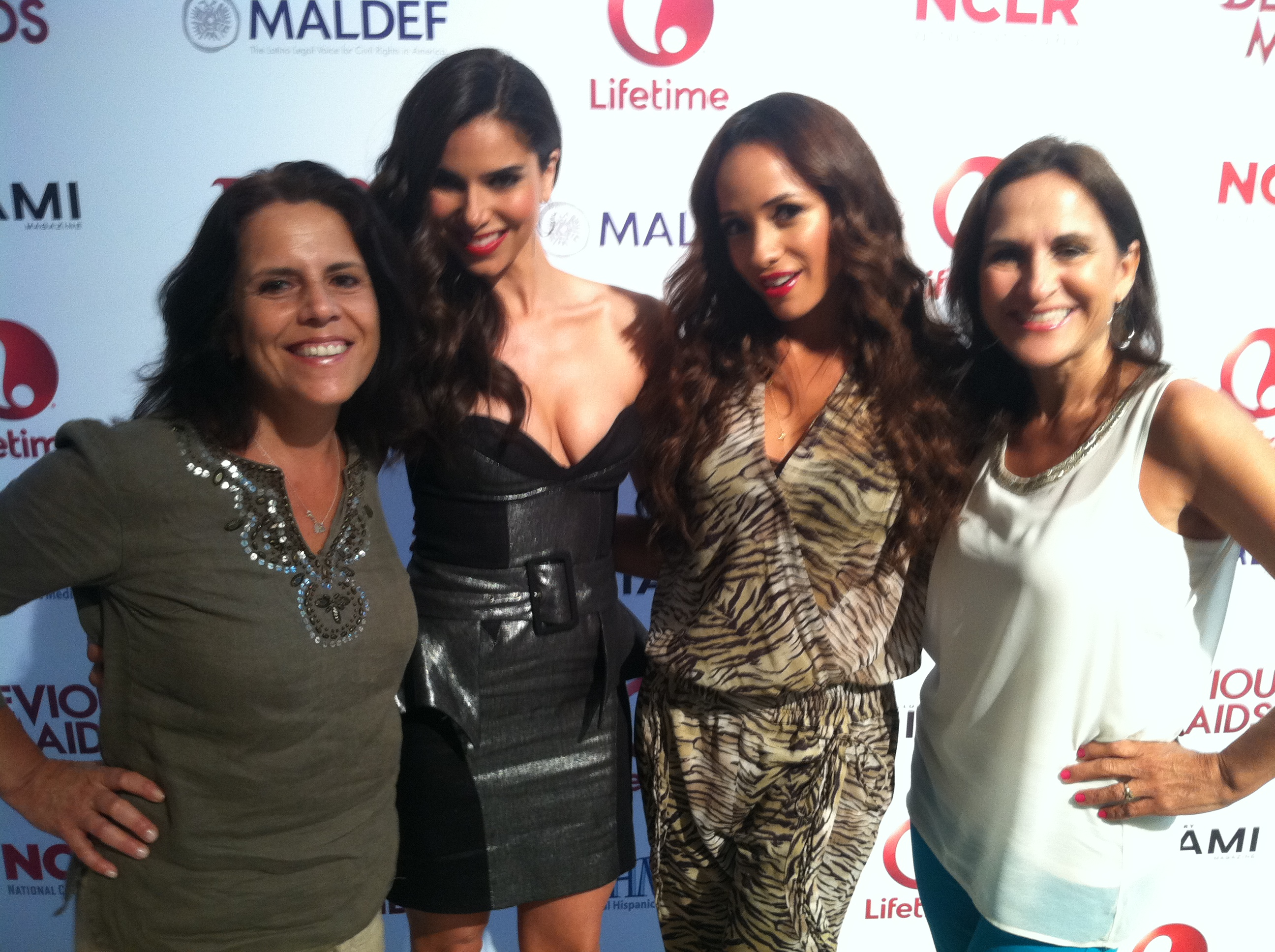
Roselyn Sánchez en Miami.

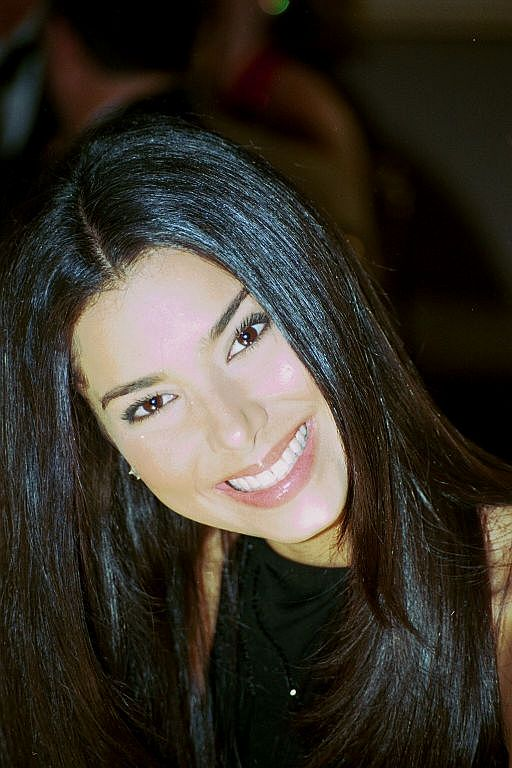
Roselyn Sánchez Rodríguez.

En 2003, publicó su primer disco Borinqueña. El primer sencillo del álbum, "Amor Amor", tuvo mucha repercusión, así como una nominación al Grammy Latino por Mejor Video Musical. Ella apareció en videos musicales de Craig David "Hidden Agenda" y "Personales" y en el video Fabolous para la canción "Make Me Better".
En el otoño de 2005, Sánchez se incorporó al reparto de la serie de televisión CBS Without a Trace, donde interpretó a la agente Elena Delgado 2009. Ella compuso el musical Yellow, sobre un cantante / bailarina / actriz que sale de Puerto Rico para trtiunfar en Nueva York, en la que interpretó el papel principal. La película fue filmada en 2005 y estrenada en 2007. 
También en 2007, actuó como Monique, la maestra de ballet, en The Game Plan, y en 2009, protagonizó The Perfect Sleep, un neo-noir, coprotagonizada por Patrick Bauchau, Tony Amendola, Isaac Singleton, y Pedro Lucas.
En 2011, Sánchez hizo una aparición como invitada en la serie de TNT Rizzoli & Isles, interpretando a la villana abogada Valerie Delgado.
En 2012, Sánchez fue elegida junto a Ana Ortiz para el episodio piloto de comedia dramática de ABC Devious Maids, creado por Marc Cherry. El 14 de mayo de 2012, el piloto no fue elegido para la serie por ABC. Sin embargo, el 22 de junio de 2012, Lifetime recogió el piloto con un encargo de trece episodios. La serie se estrenó 23 de junio de 2013, en Lifetime.

## Vida personal
Sánchez estuvo casada con el actor Gary Stretch del 9 de agosto de 1998 al 15 de abril de 2001. Después de su divorcio, ella comenzó una relación con el salsero puertorriqueño Víctor Manuelle. Sin embargo, en diciembre de 2005, se anunció que había terminado su relación con una separación amistosa. Se casó con el actor Eric Winter el 29 de noviembre de 2008, en San Juan, Puerto Rico. En agosto de 2011, Sánchez anunció que ella y Winter estaban esperando su primer hijo juntos. Tienen dos hijos en común: una hija, Sebella (nacida en enero de 2012)[11], y un hijo, Dylan (nacido en noviembre de 2017).
Sánchez es portavoz de la Fundación de Niños San Jorge, que ayuda a niños enfermos de familias pobres.

## Filmografía

### Películas
| Año  | Título                      | Papel                |
| ---- | --------------------------- | -------------------- |
| 1992 | Captain Ron                 | Clarise, Island Girl |
| 1999 | Held Up                     | Trina                |
| 2001 | Rush Hour 2                 | Isabella Molina      |
| 2002 | Nightstalker                | Gabriella Martínez   |
| 2003 | Boat Trip                   | Gabriella            |
| 2003 | Chasing Papi                | Lorena               |
| 2003 | Basic                       | Nunez                |
| 2004 | ¿Cuánto cuesta la admisión? | Philippa             |
| 2004 | Larceny                     | Ángela               |
| 2005 | State Property 2            | D.A.                 |
| 2005 | Edison                      | María                |
| 2005 | Underclassman               | Karen López          |
| 2005 | Shooting Gallery            | Jezebel Black        |
| 2005 | Cayo                        | Joven Julia          |
| 2006 | Yellow                      | Amaryllis Campos     |
| 2007 | The Game Plan               | Monique Vásquez      |
| 2009 | The Perfect Sleep           | Porphyria            |
| 2010 | Venus & Vegas               | Kristen              |
| 2012 | Act of Valor                | Lisa Morales         |
| 2016 | Mother's Day                |                      |
| 2018 | Traffik                     | Malia                |
| 2019 | A Taste of Summer           | Gabby Ferrar         |

### Televisión
| Año        | Título                   | Rol                             | Notas                          |
| ---------- | ------------------------ | ------------------------------- | ------------------------------ |
| 1996- 1997 | As the World Turns       | Pilar Domingo                   | (24 episodios)                 |
| 1997-1998  | Fame L.A.                | Lili Arguelo                    | (21 episodes)                  |
| 1999       | Ryan Caulfield: Year One | Kim Veras                       | (2 episodios)                  |
| 2000       | Nash Bridges             | Belinda Cruz / Delinda Santiago | (2 episodios)                  |
| 2002       | In-Laws                  | Dani                            | (1 episodio)                   |
| 2005       | Kojak                    | ADA Carmen Warrick              | (6 episodio, 2005)             |
| 2005- 2009 | Without a Trace          | Elena Delgado                   | (88 episodios- coprotagonista) |
| 2011       | Rizzoli & Isles          | Valerie Hudson                  | (1 episodio)                   |
| 2012       | Desperate Housewives     | Carmen Luna                     | (1 episodio)                   |
| 2014       | Familia en venta         | Lili                            | Protagonista principal         |
| 2013-2016  | Devious Maids            | Carmen Luna                     | Protagonista principal         |
| 2019       | Grand Hotel              | Gigi Mendoza                    | Protagonista principal         |
| 2020       | The Rookie               | Valerie Castillo                | Episodio: "The Overnight"      |
| 2021       | Fantasy Island           | Elena Roarke                    | Protagonista principal         |
| 2022       | Armas de mujer           | Sofía                           | Protagonista principal         |
| 2022       | Mira quien baila         | Ella misma                      | Jurado                         |

## Discografía

### Álbumes
| Año  | Título     | Detalles                                                                                |
| ---- | ---------- | --------------------------------------------------------------------------------------- |
| 2003 | Borinqueña | Lanzamiento: 23 de septiembre de 2003 Discográfica: BMG Rights Management Formatos: DVD |

### Canciones
| Año  | Canción                   | Álbum      | Duración |
| ---- | ------------------------- | ---------- | -------- |
| 2003 | « Wanna Feel Your Rumba » | Borinqueña | 4:06 min |
| 2003 | « Amor amor»              | Borinqueña | 4:40 min |
| 2003 | « Mito»                   | Borinqueña | 4:44 min |
| 2003 | « Lloro »                 | Borinqueña | 3:21 min |
| 2003 | « Amante mío»             | Borinqueña | 3:50 min |
| 2003 | « Es por ti»              | Borinqueña | 4:26 min |
| 2003 | « Caricias»               | Borinqueña | 4:23 min |
| 2003 | « Olas y arenas»          | Borinqueña | 3:43 min |
| 2003 | « Noche de verano»        | Borinqueña | 4:06 min |
| 2003 | « Suavecito»              | Borinqueña | 3:15 min |
| 2003 | « Le Camino»              | Borinqueña | 4:43 min |
| 2003 | « Amor amor»              | Borinqueña | 4:06 min |

### Videos musicales
| Año  | Canción      | Otro(s) artista(s) | Álbum      |
| ---- | ------------ | ------------------ | ---------- |
| 2008 | « Amor Amor» | Tego Calderón      | Borinqueña |

## Premios y nominaciones

### Alma Awards
| Año  | Categoría                                                                            | Película        | Resultado |
| ---- | ------------------------------------------------------------------------------------ | --------------- | --------- |
| 2012 | Actriz Favorita de Acción/Aventuras                                                  | Act of Valor    | Nominada  |
| 2009 | Mejor Interpretación en una serie de Drama                                           | Without a Trace | Nominada  |
| 2008 | Mejor Actriz de Reparto en una Serie de Televisión                                   | Without a Trace | Ganadora  |
| 2007 | Mejor actriz de reparto - Serie de Televisión, Miniserie o Película para Televisión  | Without a Trace | Nominada  |
| 2002 | Mejor Actriz de Reparto en una Película                                              | Rush Hour 2     | Nominada  |
| 1998 | Desempeño Individual Sobresaliente en una Serie Dramática sindicado a nivel nacional | Fame L.A.       | Nominada  |

### Black Reel Awards
| Año  | Categoría                 | Película | Resultado |
| ---- | ------------------------- | -------- | --------- |
| 2006 | Mejor Actriz - Televisión | Kojak    | Nominada  |

### Imagen Foundation Awards
| Año  | Categoría                  | Película      | Resultado |
| ---- | -------------------------- | ------------- | --------- |
| 2014 | Mejor Actriz de Televisión | Devious Maids | Nominada  |

### Image Awards
| Año  | Categoría                  | Película        | Resultado |
| ---- | -------------------------- | --------------- | --------- |
| 2007 | Mejor Actriz de Televisión | Without a Trace | Nominada  |

### Fangoria Chainsaw Awards
| Año  | Categoría    | Película     | Resultado |
| ---- | ------------ | ------------ | --------- |
| 2004 | Mejor Actriz | Nightstalker | Nominada  |